# EPROM

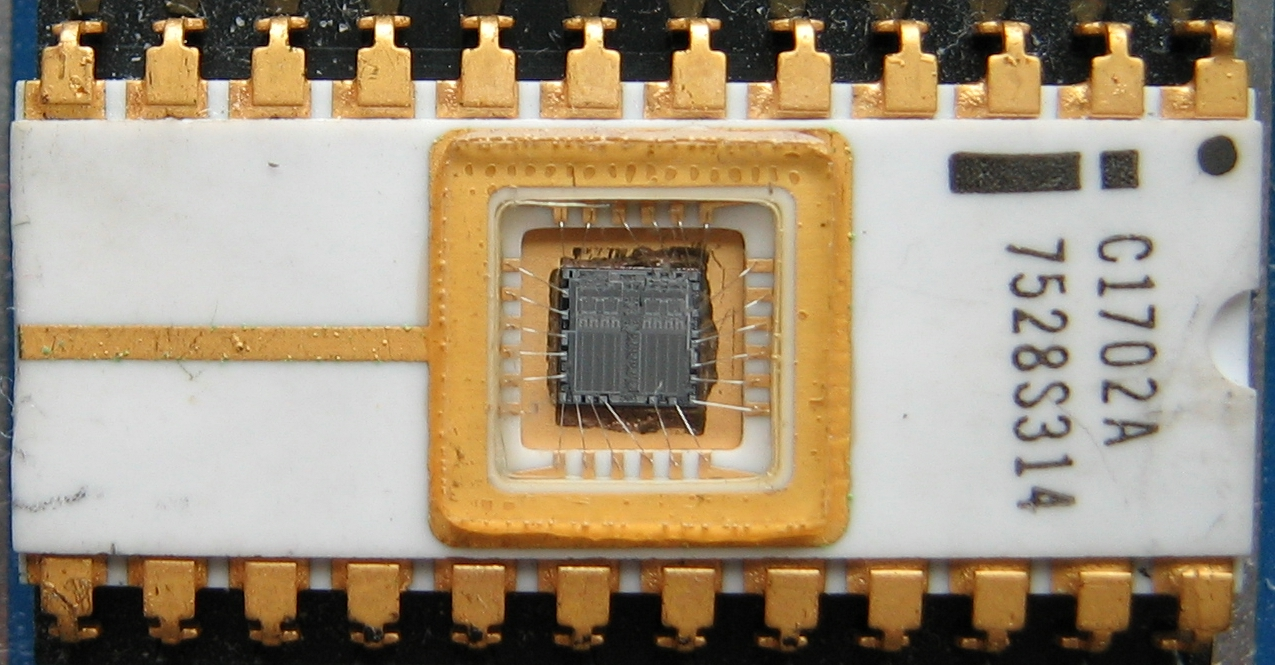
EPROM. Небольшое кварцевое окно позволяет стирать данные ультрафиолетовым облучением

EPROM (англ. Erasable Programmable Read-Only Memory) — класс полупроводниковых запоминающих устройств, постоянная память, для записи информации (программирования) в которую используется электронное устройство — программатор, и которое допускает перезапись.
Представляет собой матрицу транзисторов с плавающим затвором (ЛИЗМОП), индивидуально запрограммированных с помощью электронного устройства, которое подаёт более высокое напряжение, чем обычно используется в цифровых схемах. В отличие от PROM, после программирования данные на EPROM можно стереть (сильным ультрафиолетовым светом от ртутного источника света). EPROM легко узнаваем по прозрачному окну из кварцевого стекла в верхней части корпуса, через которое виден кремниевый чип и через которое производится облучение ультрафиолетовым светом во время стирания, для защиты от случайной засветки чипа окно закрывается непрозрачной наклейкой, на которой, как правило, наносят название прошивки и логотип компании-разработчика.

## История
Разработка ячеек памяти EPROM началась с расследования дефектности интегральных схем, в которых затворы транзисторов оказались разрушенными. Хранимые заряды в этих изолированных затворах изменили их свойства. EPROM был изобретён Довом Фроманом (Dov Frohman-Bentchkowsky) из Intel в 1971 году, за что он получил в 1972 году патент США № 3660819.

## Принцип действия

Разрез транзистора с плавающим затвором.

Каждый бит памяти EPROM состоит из одного полевого транзистора. Каждый полевой транзистор состоит из канала в полупроводниковой подложке устройства. Контакты истока и стока подходят к зонам в конце канала. Изолирующий слой оксида выращивается поверх канала, затем наносится проводящий управляющий электрод (кремний или алюминий), и затем ещё толстый слой оксида осаждается на управляющем электроде. Плавающий затвор не имеет связи с другими частями интегральной схемы и полностью изолирован от окружающих слоёв оксида. На затвор наносится управляющий электрод, который затем покрывается оксидом.
Для извлечения данных из EPROM адрес, представляющий значение нужного контакта EPROM, декодируется и используется для подключения одного слова памяти (как правило, 8-битного байта) к усилителю выходного буфера. Каждый бит этого слова имеет значение 1 или 0, в зависимости от того, был включён или выключен транзистор, был он в проводящем состоянии или непроводящем.
Переключение состояния полевого транзистора управляется напряжением на управляющем затворе транзистора. Наличие напряжения на этом затворе создаёт проводящий канал в транзисторе, переключая его в состояние «включено». По сути накопленный заряд на плавающем затворе позволяет пороговому напряжению транзистора программировать его состояние.
Для запоминания данных требуется выбрать нужный адрес и подать более высокое напряжение на транзисторы. Это создаёт лавинный разряд электронов, которые получают достаточно энергии, чтобы пройти через изолирующий слой окисла и аккумулироваться на плавающем затворе (см. туннельный эффект). Когда высокое напряжение снимается, электроны оказываются запертыми между барьерами из оксида  из-за крайне высокого удельного сопротивления. Накопленный заряд не может утечь и может храниться в течение десятилетий.
В отличие от памяти EEPROM, процесс программирования в EPROM не является электрически обратимым. Чтобы стереть данные, хранящиеся в матрице транзисторов, на неё направляется ультрафиолетовый свет. Фотоны ультрафиолетового света, рассеиваясь на избыточных электронах, придают им энергию, что позволяет заряду, хранящемуся на плавающем затворе, рассеяться. Так как вся матрица памяти подвергается обработке, то все данные стираются одновременно. Процесс занимает несколько минут для УФ-ламп небольших размеров. Солнечный свет будет стирать чип в течение нескольких недель, а комнатная люминесцентная лампа — в течение нескольких лет. Вообще, для стирания чипы EPROM должны быть извлечены из оборудования, так как практически невозможно вставить в УФ-лампу какой-либо блок и стереть данные только с части чипов.

## Детали
Поскольку изготовление кварцевого окна стоит дорого, была разработана память PROM («одноразовая» программируемая память, ОПМ). В ней матрица памяти монтируется в непрозрачную оболочку. Это устраняет необходимость тестирования функции стирания, что также снижает расходы на изготовление. ОПМ-версии производятся как для памяти EPROM, так и для микроконтроллеров со встроенной памятью EPROM. Однако, ОПМ EPROM (будь то отдельный чип или часть большого чипа) всё чаще заменяют на EEPROM при небольших объёмах выпуска, когда стоимость одной ячейки памяти не слишком важна, и на флеш-память при больших сериях выпуска.
Запрограммированная память EPROM сохраняет свои данные десять-двадцать лет, и может быть прочитана неограниченное число раз. Окно стирания должно быть закрыто непрозрачной плёнкой для предотвращения случайного стирания солнечным светом. Старые чипы BIOS компьютеров PC часто были сделаны на памяти EPROM, а окна стирания были закрыты этикеткой, содержащей название производителя BIOS, версию BIOS и уведомление об авторских правах. Практика покрытия чипа BIOS этикеткой часто встречается и на сегодняшний день, несмотря на то, что современные чипы BIOS изготавливаются по технологии EEPROM или как NOR флеш-память без каких-либо окон стирания.
Стирание EPROM происходит при длине волны света короче 400 нм. Экспозиция солнечным светом в течение 1 недели или освещение комнатной флуоресцентной лампой в течение 3 лет может привести к стиранию. Рекомендуемой процедурой стирания является воздействие ультрафиолетовым светом длиной волны 253,7 нм с экспозицией не менее 15 Вт⋅с/см², что обычно достигается за 15-20 минут облучения лампой со световым потоком 12 мВт/см², размещённой на расстоянии около 2,5 сантиметра .
Стирание может быть также выполнено с помощью рентгеновских лучей:
«Стирание может быть сделано неэлектрическими методами, так как управляющий электрод электрически недоступен. Освещение ультрафиолетовым светом любой части неупакованного устройства вызывает фототок, который течёт из плавающего затвора на кремниевую подложку, тем самым переводя затвор в исходное незаряженное состояние. Этот метод стирания позволяет осуществлять полное тестирование и коррекцию сложных матриц памяти до корпусования. После корпусования информация всё ещё может быть стёрта рентгеновским излучением, превышающим 5⋅104 рад, дозы, которая легко достигается коммерческими генераторами рентгеновского излучения. Иными словами, чтобы стереть EPROM, вы должны применить источник рентгеновского излучения, а затем поместить чип в духовку при температуре около 600 градусов по Цельсию (для отжига полупроводниковых изменений, вызванных рентгеновскими лучами).»
Во время активного использования dial-up модемов существовали специалисты по модернизации модема USR Business Modem в намного более дорогой USR Courier, помимо небольших схемотехнических изменений сопровождавшейся перепрошивкой EPROM без окна. Собственно процесс стирания был отработан, но держался в тайне, каковой и остался. По всей видимости, использовалось радиоактивное облучение. Упоминаемый прогрев кристалла до температур от 450 до 1410 градусов Цельсия выглядит для готовой микросхемы не иначе, как шутка.
EPROM имеют ограниченное, но большое количество циклов стирания. Диоксид кремния около затвора накапливает постепенные разрушения при каждом цикле, что делает чип ненадёжным после нескольких тысяч циклов стирания. Программирование EPROM выполняется довольно медленно по сравнению с другими типами памяти, потому что участки с более высокой плотностью оксида между слоями соединений и затвора получают меньше экспозиции. Ультрафиолетовое стирание становится менее практичным для очень больших размеров памяти. Даже пыль внутри корпуса может препятствовать некоторым ячейкам памяти выполнить стирание. Программатор выполняет верификацию данных в EPROM не только после операции программирования, но и до неё, проверяя правильность стирания информации (перевода всех ячеек памяти в исходное состояние).

## Применение
Программируемые через маску ПЗУ при больших партиях выпуска (тысячи штук и более) имеют довольно низкую стоимость производства. Однако, чтобы их сделать, требуется несколько недель времени, так как нужно выполнить сложные работы для рисования маски каждого слоя интегральной схемы. Первоначально предполагалось, что EPROM будет стоить слишком дорого для массового производства и использования, поэтому планировалось ограничиться выпуском только опытных образцов. Вскоре выяснилось, что небольшие объёмы производства EPROM экономически целесообразны, особенно, когда требуется быстрое обновление прошивки.
Некоторые микроконтроллеры ещё до эпохи EEPROM и флэш-памяти использовали встроенную на чипе память EPROM для хранения своей программы. К таким микроконтроллерам относятся некоторые версии Intel 8048, Freescale 68HC11 и версии «С» микроконтроллеров PIC. Подобно чипам EPROM, такие микроконтроллеры перешли на оконную (дорогую) версию, что было полезно для отладки и разработки программ. Вскоре эти чипы стали делать по технологии PROM с непрозрачным корпусом (что несколько снизило стоимость его производства). Освещение матрицы памяти такого чипа светом могло также изменить его поведение непредсказуемым образом, когда производство переходило с изготовления оконного варианта на безоконный.

## Размеры и типы чипов EPROM
Изготавливаются несколько вариантов EPROM, отличающиеся как по физическим размерам, так и по ёмкости памяти. Хотя партии одного типа от разных производителей совместимы по чтению данных, есть небольшие различия в процессе программирования.
Большинство чипов EPROM программисты могут распознать через «режим идентификации», подавая 12 вольт на контакт A9 и считывая два байта данных. Однако, поскольку это не универсально, программное обеспечение также позволяет ручную настройку на производителя и тип устройства микросхемы для обеспечения правильного режима программирования.
| Тип EPROM      | Размер — бит | Размер — байт | Длина (hex) | Последний адрес (hex) |
| -------------- | ------------ | ------------- | ----------- | --------------------- |
| 1702, 1702A    | 2 Кбит       | 256           | 100         | FF                    |
| 2704           | 4 Кбит       | 512           | 200         | 1FF                   |
| 2708           | 8 Кбит       | 1 Кбайт       | 400         | 3FF                   |
| 2716, 27C16    | 16 Кбит      | 2 Кбайт       | 800         | 7FF                   |
| 2732, 27C32    | 32 Кбит      | 4 Кбайт       | 1000        | FFF                   |
| 2764, 27C64    | 64 Кбит      | 8 Кбайт       | 2000        | 1FFF                  |
| 27128, 27C128  | 128 Кбит     | 16 Кбайт      | 4000        | 3FFF                  |
| 27256, 27C256  | 256 Кбит     | 32 Кбайт      | 8000        | 7FFF                  |
| 27512, 27C512  | 512 Кбит     | 64 Кбайт      | 10000       | FFFF                  |
| 27C010, 27C100 | 1 Мбит       | 128 Кбайт     | 20000       | 1FFFF                 |
| 27C020         | 2 Мбит       | 256 Кбайт     | 40000       | 3FFFF                 |
| 27C040, 27C400 | 4 Мбит       | 512 Кбайт     | 80000       | 7FFFF                 |
| 27C080         | 8 Мбит       | 1 Мбайт       | 100000      | FFFFF                 |
| 27C160         | 16 Мбит      | 2 Мбайт       | 200000      | 1FFFFF                |
| 27C320         | 32 Мбит      | 4 Мбайт       | 400000      | 3FFFFF                |

## Галерея

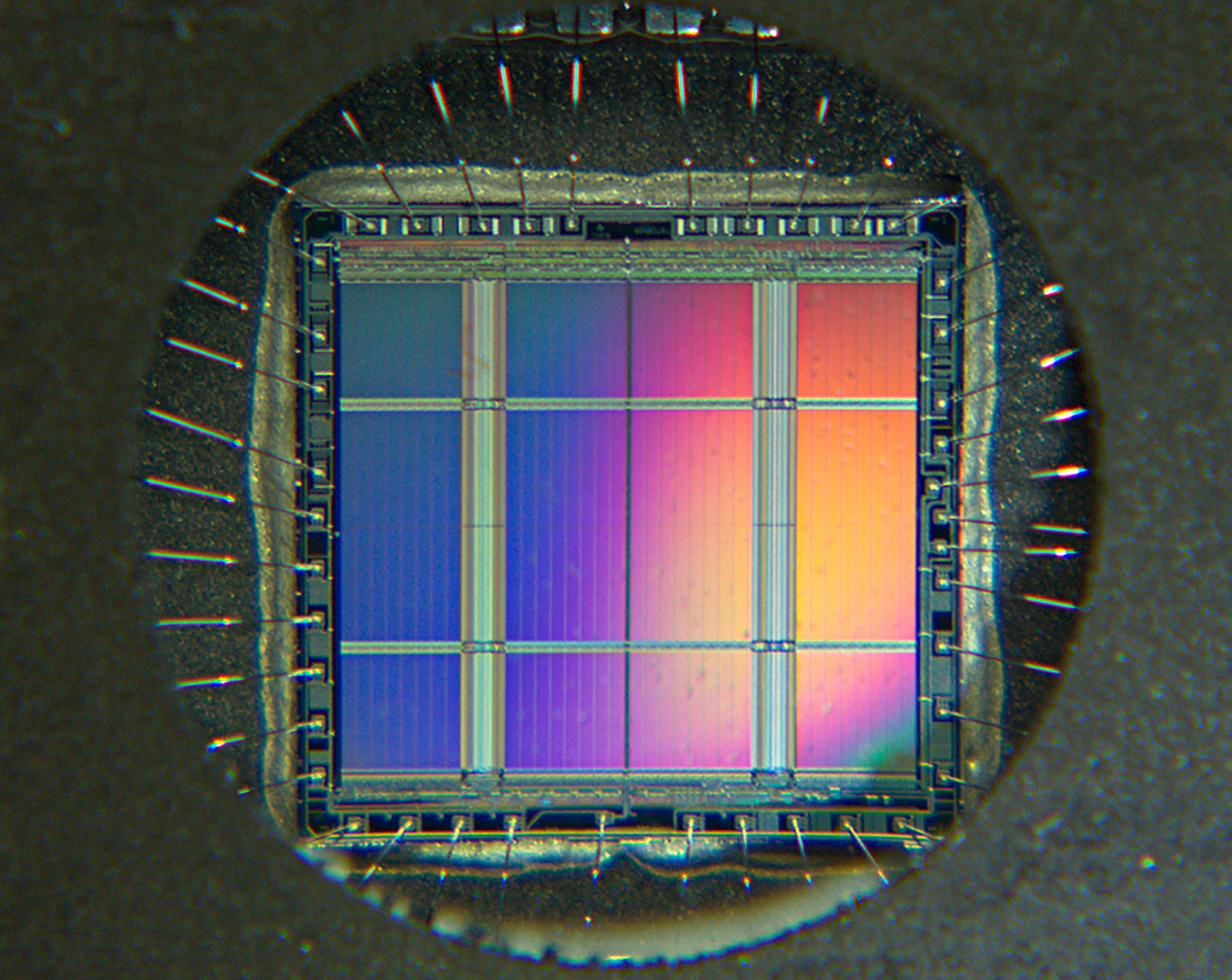
Матрица транзистров EPROM крупным планом.
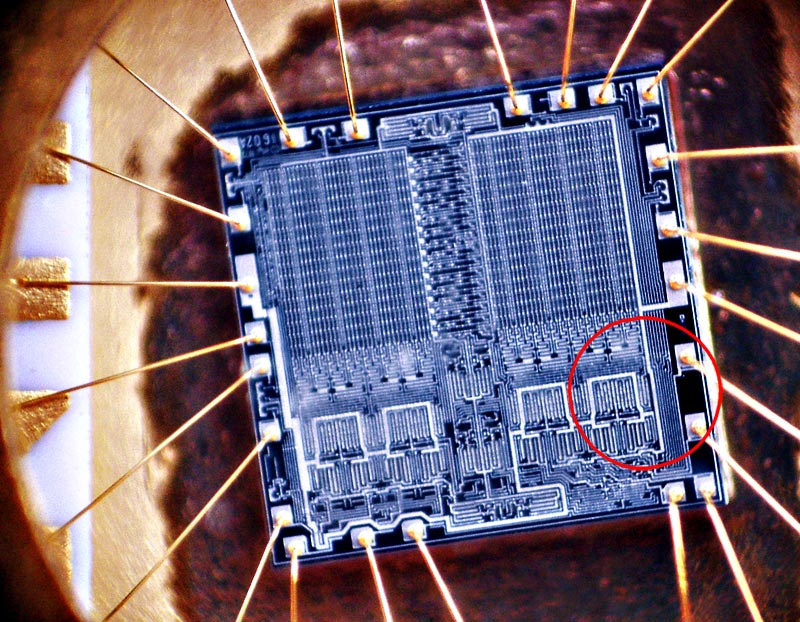
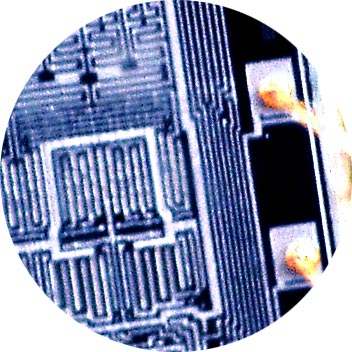
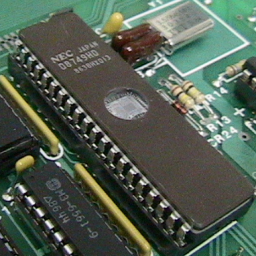
Этот микроконтроллер 8749 имеет встроенную внутреннюю память типа EPROM.
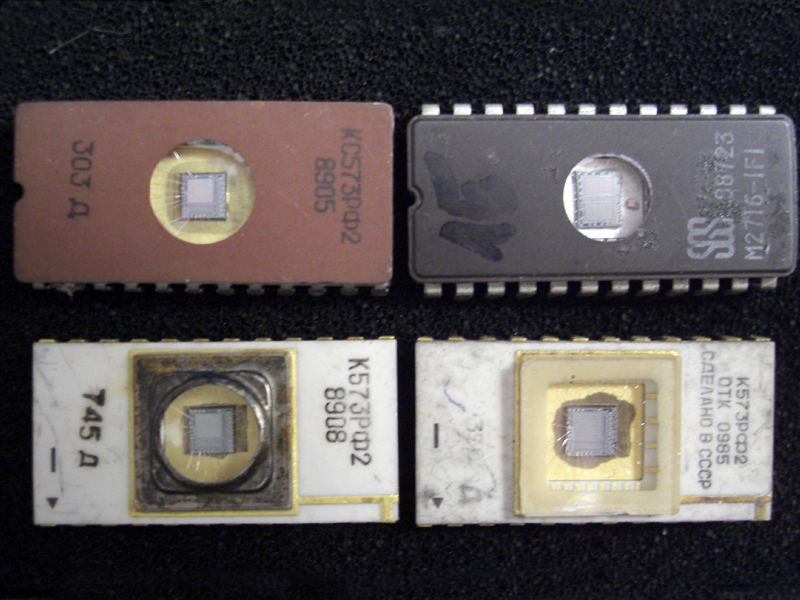

## Интересные факты
- Подавляющее большинство микросхем имеют маркировку на своём полупроводниковом чипе: название микросхемы, иногда дату копирайта, выполненные металлическими дорожками по той же технологии, по которой выполняется топология микросхемы. У большинства чипов после заливки в пластиковый корпус прочитать маркировку становится нельзя, но микросхемы EPROM относятся к тому редкому исключению, у которых это возможно. Поскольку для чтения имени чипа нужен мощный оптический микроскоп, обычно дающий перевернутое изображение, обычной практикой бывает нанесение имени чипа в перевернутом, «зеркальном» варианте, тогда в микроскоп надпись читается в нормальном виде.
- Первые советские микросхемы EPROM на практике имели ресурс всего 2-3 стирания и были очень чувствительны к передозировке экспозиции.